# マルチェッロ・ヴィットリーニ
マルチェッロ・ヴィットリーニ（Marcello Vittorini 、1927年10月31日 - 2011年3月16日）は、イタリアの都市計画家、都市研究者。

## 人物
ラクイラ出身。イタリアでの都市計画手法の研究を行うかたわらで、制度立法やイタリア国土計画、州計画に携わり、州広域計画や都市基本計画PRGを多数作成したほか、都市のあり方について社会へ向けた政策的議論を展開させた。1973年よりヴェネツィア大学、ナポリ大学、ローマ・ラ・サピエンツァ大学の都市計画学教授を歴任する。2004年ローマ・ラ・サピエンツァ大学名誉教授。2011年にローマで没する。

## 主な実績
- コゼンツァ市都市基本計画PRG（1963年 - 1967年）
- カタンザーロ市都市基本計画PRG（1978年）
- ラヴェンナ市都市基本計画PRG（1971年、1983年、1993年）
- ファエンツァ市都市基本計画PRG（1980年）
- ピアチェンツァ市都市基本計画PRG（1980年）
- トレント市都市基本計画PRG（1989年）
- ビェティカマテッロの歴史的整備再生計画（1990年）
- ボルツァーノ市都市基本計画PRG（1992年）
- ヴェローナ市都市基本計画PRG（1993年）
- フィレンツェ市都市基本計画PRG（1989年 - 1993年）
- アディジェ川流域計画
- ボルツァーノ市PUC92グリエス市の修復計画
- アブルッツォ州ラクイラ市とともにComitattl Saquilanusのチェントロ・ストリコの修復
- ラヴェンナ市クラッセの松林の考古学博物公園